# Mainz Römisches Theater
Mainz Römisches Theater – stacja kolejowa w Moguncji, kraju związkowym Nadrenia-Palatynat, w Niemczech, druga po Mainz Hauptbahnhof. Znajdują się tu 3 perony. Poprzednie nazwy: Mainz-Neuthor, a do grudnia 2006 Mainz Süd.

## Położenie geograficzne
Powyżej stacji znajduje się cytadela, a poniżej w trakcie budowy znajdowały się koszary (w latach 30. XX w. zostały wyburzone). Oba obiekty wymagały ich obejścia.

## Historia

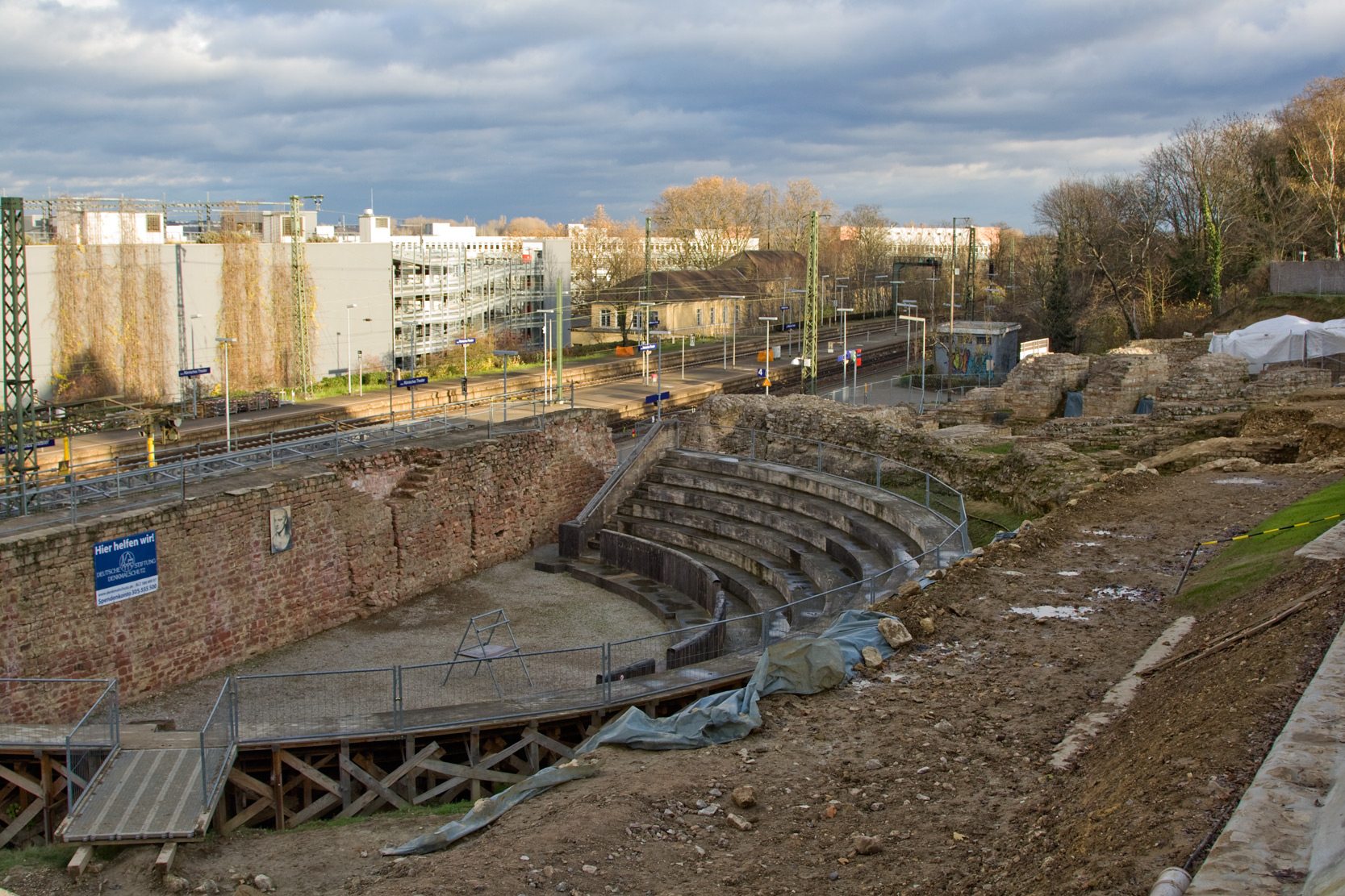
Amfiteatr rzymski (Römisches Theater Mainz), a na drugim planie tej samej nazwy stacja kolejowa

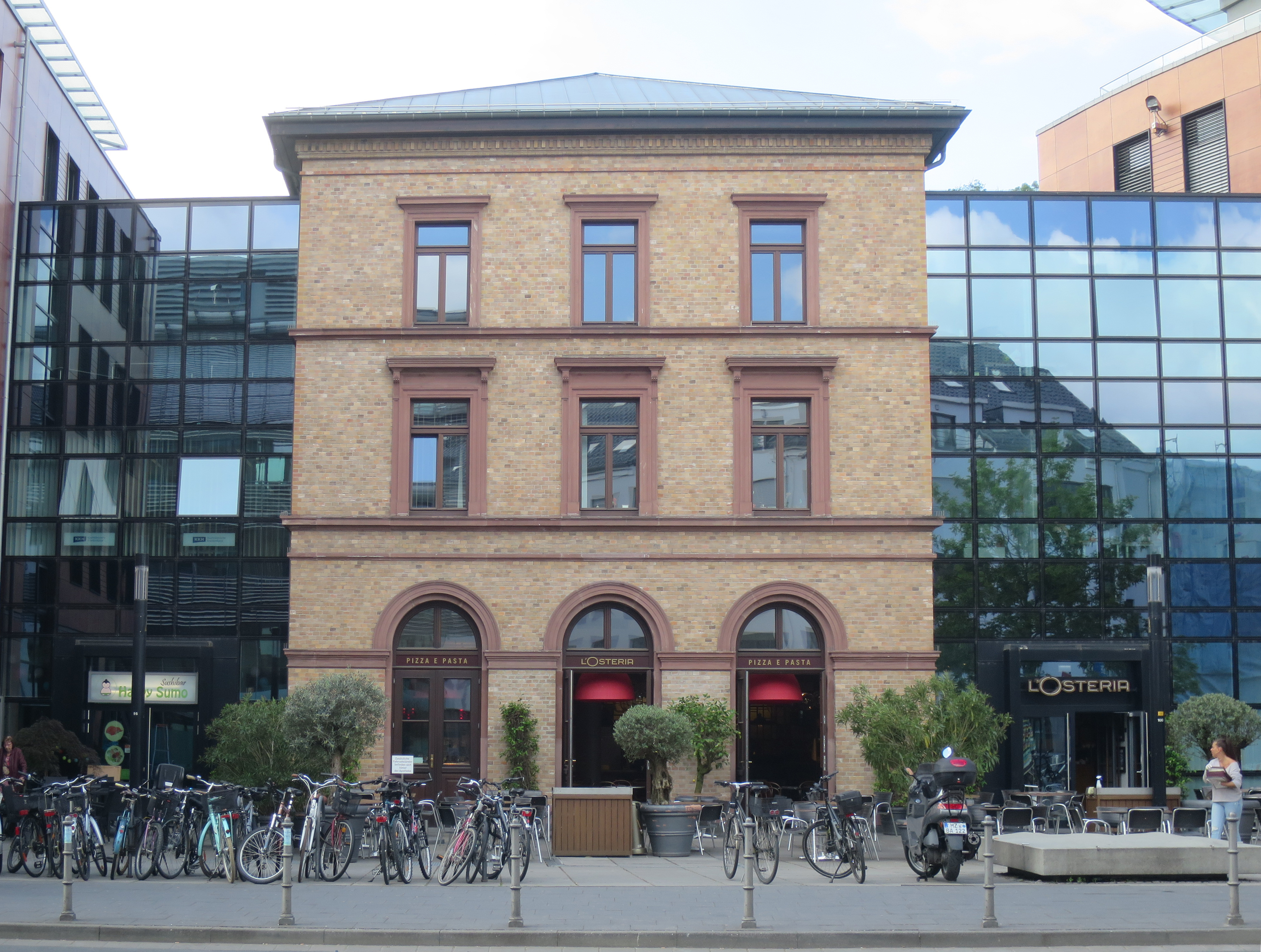
Część historycznego budynku dworca wg. projektu Philippa Johanna Berdellé wkomponowana w późniejszą, nowoczesną architekturę

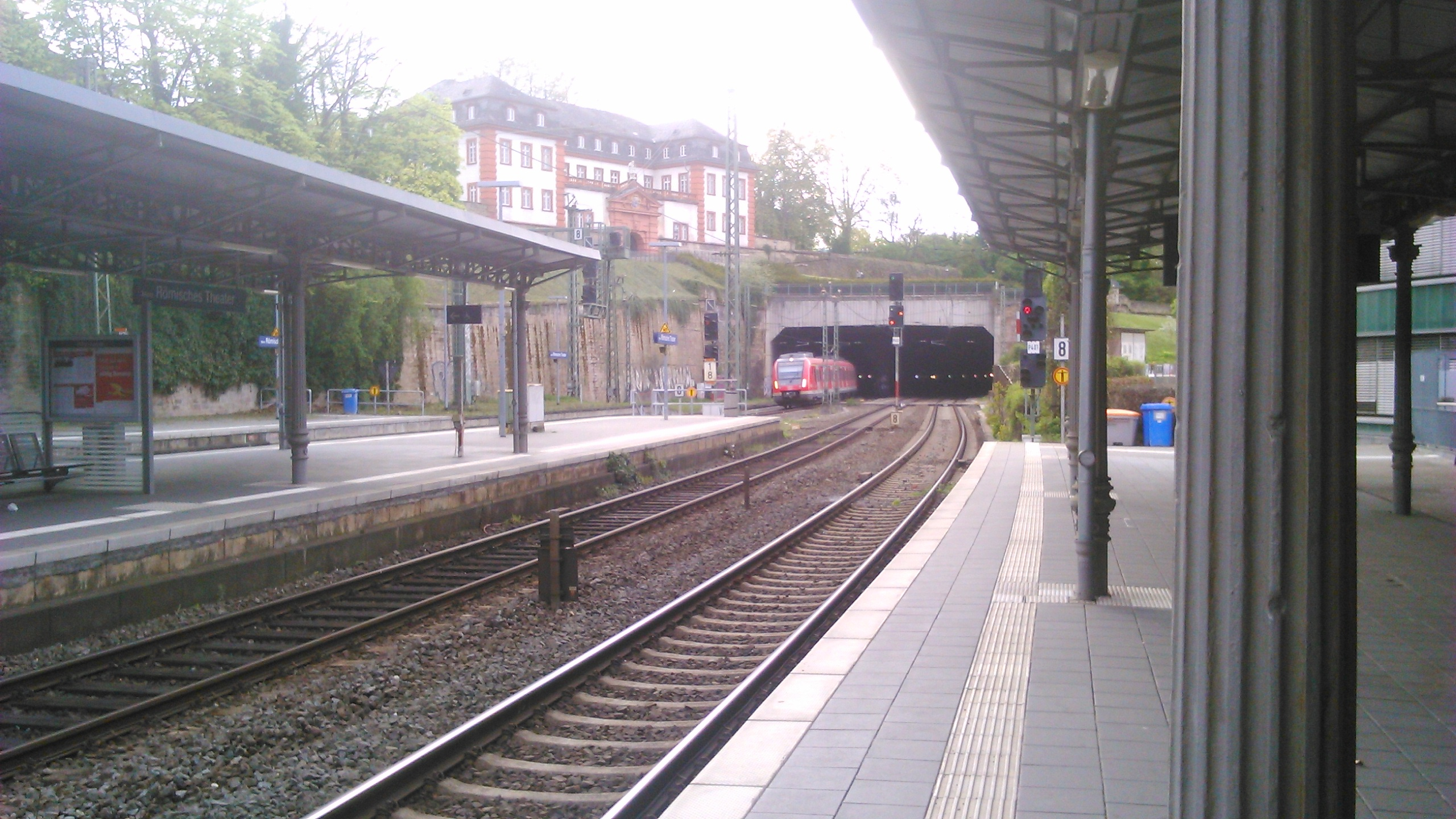
Widok z peronów w kierunku tunelu kolejowego (Mainzer Eisenbahntunnel z widocznym w tle budynkiem Eisgrub (Eisgrubweg (Mainz))

Stacja powstała w 1884 przy ówczesnej nowej drodze dojazdowej do dworca głównego Mainz Hauptbahnhof, który również był nowy. W swojej lokalnej funkcji transportowej zastąpił starą stację w Moguncji, która znajdowała się nad brzegiem Renu. Na południowy wschód od dworca linia Ren-Men do Frankfurtu nad Menem i Darmstadt oraz rozwidlenie linii Mainz-Mannheim.
Zabytkowy budynek stacji zbudowano na północ od peronów w 1884, który w dużej części rozebrano w 2006. Był to ceglany budynek zaprojektowany przez niemieckiego architekta Philippa Johanna Berdellé (1838–1903). W przyziemiu znajdowały się łukowe portale, które kontynuowano w arkadzie okiennej dolnego wschodniego aneksu. Główny budynek posiadał dwie górne kondygnacje, których prostokątne okna z czerwonego piaskowca przyjęły formy renesansowe. Po wybudowaniu nowych obiektów handlowych przy dworcu zachowały się jedynie zabytkowe elewacje zabytkowego budynku zwróconego w stronę peronu i ulicy, które zostały wkomponowane w nowe budynki.
Zachowały się zabytkowe żeliwne kolumny z żłobkowanymi trzonami i kompozytowymi głowicami zadaszenia peronu w stylu historyzmu z 1861. XIX-wieczny mur oporowy na peronie do toru 4, zbudowany w celu ochrony linii kolejowej przed osuwiskami, został częściowo usunięty, aby umożliwić prowadzenie prac wykopaliskowych, a następnie całkowicie rozebrany do końca lutego 2013, aby podróżni mieli widok na amfiteatr.
Stacja posiada trzy perony i cztery tory. Po północnej stronie znajduje się peron, z którego podróżni mogą dostać się do pociągów pasażerskich na torze 1. Na południe od niego znajduje się peron środkowy], gdzie zatrzymują się pociągi pasażerskie na torach 2 i 3. Na południe od tego centralnego peronu znajduje się kolejny peron zewnętrzny, na którym zatrzymują się pociągi pasażerskie na torze 4. Tunel kolejowy w Moguncji, który przebiega przez Eisgrub (Mainz), zaczyna się bezpośrednio za stacją kolejową w kierunku głównego dworca kolejowego w Moguncji.
| Mainz Römisches Theater                                        |  |                                     |
| Linia Mainz Hauptbahnhof – Ludwigshafen Hauptbahnhof (1,8 km)  |  |                                     |
| Mainz Hauptbahnhofodległość: 1,8 km                            |  | Mainz-Weisenau odległość: 2 km      |
| Linia Mainz Hauptbahnhof – Aschaffenburg Hauptbahnhof (1,8 km) |  |                                     |
| Mainz Hauptbahnhofodległość: 1,8 km                            |  | Mainz-Gustavsburg odległość: 2,8 km |